# 리키 (가수)
리키(본명: 유창현, 劉昌炫, 1995년 2월 27일 ~ )는 대한민국의 보이 그룹 틴탑의 서브보컬, 리드댄서를 맡고 있다.

## 학력
- 서울난우초등학교
- 남강중학교
- 신림고등학교 → 서울공연예술고등학교 (전학)
- 서울호서예술실용전문학교 실용음악계열 (재학)

## 음반 외 활동
- MBC 《내 친구들의 세상》
- 서태지 《휴먼드림》 뮤직비디오
- 드라마 《총각네 야채가게》
- SBS MTV 《틴탑의 뜬다 백퍼》
- Mnet 《엔터테이너스》